# Karl Klima
Karl Wenzel Klima (* 5. Februar 1908 in Wien, Österreich-Ungarn; † 11. April 1966 in Graz, Österreich) war ein österreichischer Fußballspieler. Gemeinsam mit seinem älteren Bruder Hans Klima, zu dessen Unterscheidung er auch Klima II geschrieben wurde, gewann er zweimal mit der Admira die österreichische Meisterschaft. Als späterer Legionär in Frankreich gelang es ihm, das erste Tor in der Geschichte der Division 1 zu erzielen.

## Karriere
Als Karl Klima als Dreizehnjähriger 1921 der Admira beitrat, war sein älterer Bruder bereits Stammspieler des Klubs und eine der Stützen der Mannschaft gewesen, die den Aufstieg in die Erste Klasse schaffte. Aus dem Schatten seines Bruders hervorzutreten gelang Karl Klima nie, doch in den Jahren 1926 bis 1928 schaffte er es, sich als linker Flügelstürmer an der Seite von Toni Schall zu etablieren und konnte so zwei Meisterschaften und einen Cupsieg feiern. Letztendlich sagte Karl Klima aber 1928 dem Profifußball adé und ging damals zum vergleichsweise kleinen Provinzklub SK Sturm Graz. Mit Sturm schaffte er es zwar nie, sich für die Amateurmeisterschaft zu qualifizieren – Lokalrivale GAK war zu stark – er kam jedoch zu einigen Auswahlspielen für den steirischen Verband.
1932 nahm Karl Klima ein Angebot aus Frankreich an, wo die französische Profimeisterschaft vor ihrer Erstaustragung stand. Bis 1935 stürmte er nun für Olympique Antibes, war in seinem ersten Jahr mit 13 Treffern der fünftbeste Schütze der Liga und trug sich mit seinem Tor am ersten Spieltag (11. September 1932) nach 8 Minuten als erster Torschütze der französischen Fußballmeisterschaft in die Annalen ein. Der Auslandsstation Frankreich folgte die Tschechoslowakei mit dem SK Židenice aus Brünn, mit dem er im Mitropacup unter anderem Rapid ausschaltete, ehe 1937 die Rückkehr nach Graz kam. Dort fand Karl Klima Anstellung bei der Bahn und konnte damit praktischerweise auch sein Karriereende beim SV Südbahn Graz – später als Erstligist unter dem Namen ESV Austria Graz bekannt – verbringen.

## Erfolge
- 2 × Österreichischer Fußballmeister: 1927, 1928
- 1 × Österreichischer Cupsieger: 1928
- 1 × Steirischer Cupsieger: 1932

| Personendaten    | Personendaten                                     |
| ---------------- | ------------------------------------------------- |
| NAME             | Klima, Karl                                       |
| ALTERNATIVNAMEN  | Klima, Karl Wenzel (vollständiger Name); Klima II |
| KURZBESCHREIBUNG | österreichischer Fußballspieler                   |
| GEBURTSDATUM     | 5. Februar 1908                                   |
| GEBURTSORT       | Wien                                              |
| STERBEDATUM      | 11. April 1966                                    |
| STERBEORT        | Graz                                              |